# Ptolémée Macron
Pour les articles homonymes, voir Ptolémée (homonymie) et Macron.
Ptolémée Macron, fils de Ptolémée, est le gouverneur de Chypre de 180 à 168 av. J.-C. sous Ptolémée VI Philométor. Son activité est connue grâce à l'historien grec Polybe, au deuxième livre des Maccabées et à plusieurs inscriptions grecques.

## Biographie
Selon Polybe, Ptolémée gouverne Chypre pendant la minorité de Ptolémée Philométor. L'île est l'une des plus importantes possessions lagides en dehors de l’Égypte. Deux inscriptions, l'une d'Athènes et l'autre de Gortyne, mentionnent « Ptolémée stratège de Chypre ». Une autre inscription indique que sa famille est originaire d'Alexandrie et que Macron est le nom de son grand-père.
Selon le deuxième livre des Maccabées, Ptolémée Macron abandonne ensuite le parti lagide et rejoint Antiochos IV. Cette défection intervient probablement à la suite de la conquête de Chypre par les Séleucides. Il succède en 165 av. J.-C.  à Ptolémée fils de Dorymènes au poste de gouverneur de Cœlé-Syrie et Phénicie. La Judée est alors en proie à la révolte des Maccabées. Ptolémée, fils de Dorymènes, vient de subir un échec face aux forces juives à la bataille d'Emmaüs. Ptolémée Macron tente de pacifier les relations avec les Juifs. Son origine alexandrine le rend sans doute familier des coutumes et des mœurs juives. Accusé de trahison, il se suicide peu après le décès d'Antiochos IV. Le deuxième livre des Maccabées attribue sa disgrâce à sa trop grande sympathie vis-à-vis des Juifs, mais sa disparation est peut-être surtout motivée par le fait qu'il constitue un rival potentiel pour Lysias qui assure la régence d'Antiochos V.
Dans le passé, plusieurs historiens ont identifié « Ptolémée Macron » de II Maccabées (10, 12) au « Ptolémée, fils de Dorymènes » de I Maccabées (3, 38). Cependant, les analyses modernes montrent que « Ptolémée Macron » est bien l'Alexandrin Ptolémée, fils de Ptolémée, fils de Macron,.